# فيكتور فيلدمان
فيكتور فيلدمان (بالإنجليزية: Victor Feldman)‏ هو عازف جاز وعازف بيانو بريطاني، ولد في 7 أبريل 1934 في لندن الكبرى في المملكة المتحدة، وتوفي في 12 مايو 1987 في وودلاند هيلز، كاليفورنيا في الولايات المتحدة.

## وصلات خارجية
- فيكتور فيلدمان على موقع IMDb (الإنجليزية)
- فيكتور فيلدمان على موقع ميوزك برينز (الإنجليزية)
- فيكتور فيلدمان على موقع أول ميوزيك (الإنجليزية)
- فيكتور فيلدمان على موقع ديسكوغز (الإنجليزية)